# Cordia ellenbeckii
Cordia ellenbeckii är en strävbladig växtart som beskrevs av Gürke apud Vaupel. Cordia ellenbeckii ingår i släktet Cordia, och familjen strävbladiga växter. Inga underarter finns listade i Catalogue of Life.